# مارك ديلورم
مارك ديلورم هو لاعب هوكي الجليد كندي، ولد في 19 يونيو 1970 في مونتريال في كندا.

## وصلات خارجية
- مارك ديلورم على موقع دوري الهوكي الوطني (الإنجليزية)
- مارك ديلورم على موقع EliteProspects.com (الإنجليزية)
- مارك ديلورم على موقع HockeyDB.com (الإنجليزية)